# مورتن فالش
مورتن فالش (بالدنماركية: Morten Falch)‏ هو لاعب كرة قدم دنماركي في مركز الدفاع، ولد في 5 أغسطس 1973 في كوبنهاغن في مملكة الدنمارك. لعب مع نادي غينت.